# Fabian III. von Zehmen
Fabian III. von Zehmen (auch Cema, Czema, Czemen oder de Cemin) (* um 1575; † 1636) war ein deutscher  Reichsfreiherr und Beamter in Westpreußen. Er war Unterkämmerer der Marienburg, Kastellan von Danzig und Starost von Stuhm.

## Leben und Wirken
Fabian III. von Zehmen ging auf das Elisabet-Gymnasium zu Breslau und studierte an der Brandenburgischen Universität Frankfurt. 1595 wurde er dort Rektor honoris causa. Er studierte zusammen mit Joh. Zimmermann der später Bürgermeister von Thorn wurde. Danach machte er eine Bildungsreise, insbesondere nach Italien und an den Kaiserlichen Hof in Wien. Nach Polen zurückgekehrt trat er in den Königlich Polnischen Dienst, wurde zum Cubicularius (lat. „Kammerherr“, hier Kgl.Diener/Beamter) des Königs ernannt und vom letzteren mit Aufträgen an den Preuß. Landtag betraut, z. B. an den Marienburger am 16. Januar 1601. Für seine verdienstvolle Teilnahme an der Livländischen Expedition erhielt er als Anerkennung die Hauptmannschaft/Starostei von Stuhm. 1621 wurde er Unterkämmerer von Marienburg und stieg 1626 zum Kastellan von Kulm auf. 1608 kaufte er im brandenburgischen Preußen halb Powunden, besaß auch Altstadt, Geißeln usw. Fabian III. von Zehmen war in der Kriegskommission zum Schutze der "Einsassen gegen die Soldaten". Ferner wurde er vom polnischen König an den Königsberger Landtag gesendet, um das Herzogtum Preußen zu Hilfsleistungen gegen die Schweden zu bewegen. Da die Landschaften, in denen Fabians Besitztümer lagen, von den Schweden wiederholt arg mitgenommen wurden, erteilten die Stände auf dem Graudenzer Landtag im Juni und Dezember 1632 ihren Abgeordneten den Auftrag, sowohl beim König, als auch beim polnischen Reichstag für ihn um Schadensersatz nachzusuchen. Fabian III. von Zehmen wurde am 17. Juli 1636 in der damals noch lutherischen Marienkirche zu Thorn beigesetzt.

## Familie
Seine Familie stammt aus dem meißnisch-sächsischen Uradelsgeschlecht der von Zehmen und verzweigte sich über das Rittergut Muckern in Sachsen nach Preußen Königlichen Anteils und ins Herzogtum Preußen. Seine Eltern waren Fabian II. von Zehmen (1540–1605) und Catharina von Renglin-Piesinska. 1595 heiratet er die Tochter des Woiwoden Georg von Sendomir und 1611 Katharina von Lesno Leszezynski. Zusammen hatten sie eine Tochter Anna (1599–1673) die sich auf dem Rathause zu Thorn mit Sigismund Freiherrn von Güldenstern, Starost auf Stuhm, vermählte. Seine Schwester Katharine verheiratete sich 1604 mit Nicolaus Grafen von Ostrorog, Kastellan von Bełk (Ermland), gest. 1617 und dann mit Johann von Farensbach, Kastellan von Livland.

## Literatur

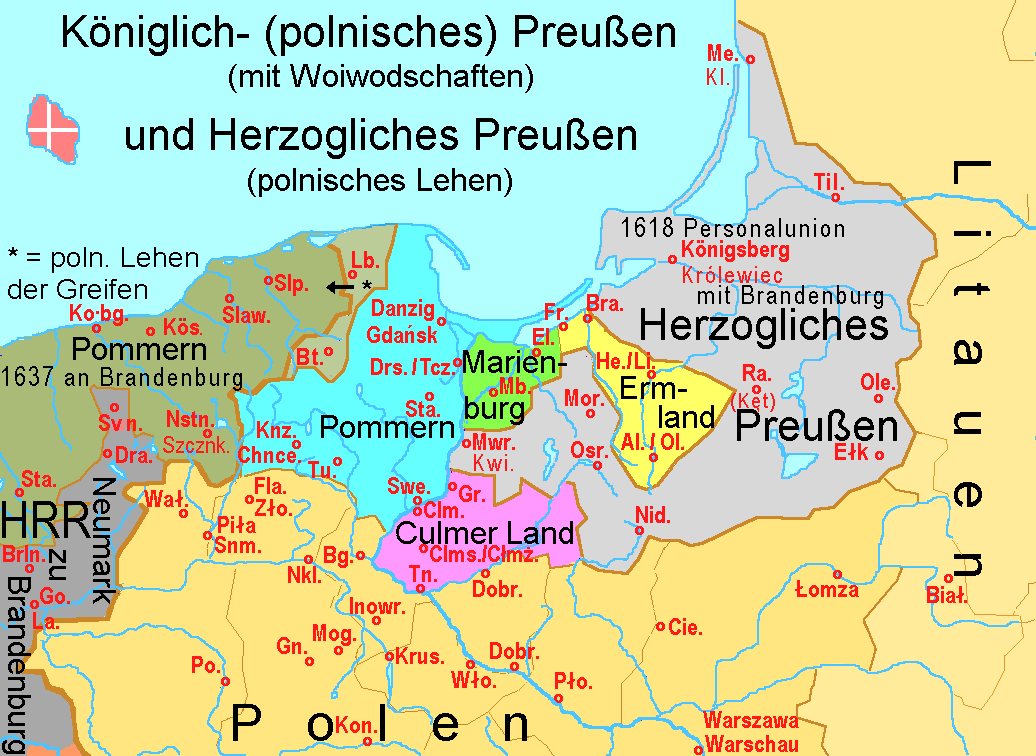
Hellgrau: Herzoglich Preußen
Farbig: Königlich-Preußen mit seinen Wojewodschaften in Personalunion mit dem Königreich Polen und Litauen